# Antonio Dazzi
Antonio Dazzi (Unterschlatt, 13 giugno 1905 – 1º settembre 1980) è stato un politico e diplomatico italiano.

## Biografia
Nato a Unterschlatt, in Svizzera, da una famiglia della provincia bellunese che torna a vivere in Italia quando lui ha 11 anni. Si laurea in giurisprudenza all'Università di Torino. Poi viene assunto come impiegato avventizio al Consolato italiano di Colonia sul Reno; in seguito entra alle dipendenze del ministero degli Esteri con incarichi a Parigi, Washington e Berna e occupa il posto di console generale di Berlino dal settembre 1948 al febbraio 1963.
Nel 1953 viene eletto deputato con la Democrazia Cristiana, nella Circoscrizione Udine-Belluno-Gorizia-Pordenone, conclude la propria esperienza parlamentare nel 1958.
Nel 1964 diviene il primo ambasciatore italiano a Malta, carica che mantiene fino al 1970.
Sposato con Attilia Elisabetta Albertoni, discendente dal nobile casato dei Malaspina, ebbe due figli: Nino e Ludovico Maria. Muore all'età di 75 anni il 1º settembre del 1980.